# Anthomyia nasutula
Anthomyia nasutula este o specie de muște din genul Anthomyia, familia Anthomyiidae. A fost descrisă pentru prima dată de Pandelle în anul 1900. Conform Catalogue of Life specia Anthomyia nasutula nu are subspecii cunoscute.